# سوسکچه‌های قارچ‌خور مگانثریبوس
سوسکچه‌های قارچ‌خور مگانثریبوس(نام علمی: Meganthribus) نام یک سرده از تیره سوسکچه‌های قارچ‌خور است.